# Болгария на зимних Олимпийских играх 1988
Болгария принимала участие в Зимних Олимпийских играх 1988 года в Калгари (Канада) в двенадцатый раз за свою историю, но не завоевала ни одной медали. Сборную страны представляли 26 спортсменов, в том числе 2 женщины.
Самым юным участником болгарской сборной был 18-летний горнолыжник Стефан Шаламанов, самым старшим участником — 34-летний бобслеист Пламен Стамов. Знаменосецем на церемонии открытия Игр был биатлонист Владимир Величков.
Болгары выступали в 7 видах спорта:
- горнолыжный спорт (слалом и гигантский слалом) — 4 человека (мужчины). В спринте на 10 км лучший результат для болгарской сборной показал Красимир Виденов (1 промах, время 27:31.1, в итоге 29 место)[1]. На дистанции 20 км лучшим из болгарских биатлонистов стал Христо Воденичаров (2 промаха, время с учётом штрафных 1’00:20.8, в итоге 15 место)[2]
- биатлон — 5 человек (мужчины)
- бобслей — 5 человек:
  - мужские двойки: Цветозар Викторов[3] и Александр Симеонов были командой первой двойки (22 место), вторую двойку составили Тодор Тодоров[4] и Николай Ботев[5] (32 место).
  - Викторов, Ботев, Симеонов и Пламен Стамов[6] участвовали в соревнованиях четвёрок (24 место).
- лыжные гонки — 5 человек (мужчины): дистанции 15, 30 и 50 км. Лучший результат для болгарской сборной показал Светослав Атанасов — 28 место в гонке на 30 км[7]
- фигурное катание:
  - чемпион Болгарии Бойко Алексиев по итогу короткой программы занял 26 место среди мужчин и не катал произвольную программу;
  - Петя Гавазова по сумме обязательных элементов (30 место) и короткой программы (26) заняла 28 место в соревнованиях женщин и не катала произвольную программу[8].
- санный спорт (3): Симонета Рачева заняла 23 место среди женщин[9], Красимир Каменов и Митко Бачев — 18 место среди мужских двоек[10][11]
- прыжки на лыжах с трамплина: Владимир Брейчев и Емил Зографски пробовали свои силы в прыжках с нормального трамплина и большого трамплина (индивидуальный зачёт), лучшим результатом стало 40-е место Емила Зографски.